# Musile Records
Musile Records é uma gravadora brasileira de música cristã contemporânea, fundada em 2013, por Ricardo Carreras. Surgida com base na distribuidora Aliança, a Musile é focada em distribuição digital e gestão artística de artistas.
Ainda em 2013, a gravadora anunciou o lançamento de discos de Heloisa Rosa (Ao Vivo em São Paulo), Vanilda Bordieri (Pra Deus É Nada) e Vineyard Music Brasil (Ao Vivo no Hangar).
Mais tarde, a gravadora passou a remasterizar discos do antigo catálogo da Aliança, de artistas como Kadoshi, Amaury Fontenelle, Nívea Soares, dentre outros.